# Cuno Hoffmeister
Cuno Hoffmeister (Sonneberg, 2 de fevereiro de 1892 – Sonneberg, 2 de janeiro de 1968) foi um astrônomo e geofísico alemão.
Publicou o artigo Beziehung zwischen Kometen und Sternschnuppen na Encyklopädie der mathematischen Wissenschaften.